# Municipio de Lake Prairie (Minnesota)
El municipio de Lake Prairie (en inglés, Lake Prairie Township) es un municipio ubicado en el condado de Nicollet, Minnesota, Estados Unidos. Según el censo de 2020, tiene una población de 630 habitantes.
Abarca una zona exclusivamente rural.

## Geografía
Está ubicado en las coordenadas 44°25′2″N 94°2′31″O / 44.41722, -94.04194. Según la Oficina del Censo de los Estados Unidos, tiene una superficie total de 143.1 km², de la cual 141.9 km² corresponden a tierra firme y 1.2 km² es agua.

## Demografía
Según el censo de 2020, hay 630 personas residiendo en la zona. La densidad de población es de 4.4 hab./km². El 96.3 % de los habitantes son blancos, el 0.3 % son amerindios, el 0.2 % es afroamericano, el 0.2 % es asiático y el 3.0 % son de una mezcla de razas. Del total de la población, el 1.0 % son hispanos o latinos de cualquier raza.